# Nifedipina
En farmacología, la nifedipina es un bloqueador de canales de calcio del tipo dihidropiridina, usado en medicina para el alivio de la angina de pecho, en especial la angina de Prinzmetal, así como para la hipertensión arterial. Otros usos clínicos de la nifedipina incluyen la terapia del fenómeno de Raynaud, nacimientos prematuros y los espasmos dolorosos del esófago en pacientes con cáncer y tétano. A menudo se emplea para el grupo de pacientes con hipertensión pulmonar cuyos síntomas responden a los bloqueadores de los canales de calcio.

## Farmacología
La nifedipina disminuye la tensión arterial, aunque puede causar muy frecuentemente vértigo y desmayos en las primeras dosis. La taquicardia puede también aparecer como una reacción secundaria. Para evitar estos malestares, se han diseñado preparaciones especiales como las de liberación sostenida o de liberación osmótica gastrointestinal continua, usados para pacientes con hipertensión y angina.El metabolismo de la nifedipina, llamada también nifedipino en México, depende de un citocromo P450. Este el más abundante en el organismo. Tanto en el hígado como en el tracto gastrointestinal y se conoce como CYP3A4. La nifedipina se utilizó en su caracterización, de modo que este citocromo se conoció por un tiempo como P450nf. Otro aspecto interesante es la interacción con el jugo de pomelo. Este jugo hace que los niveles de nifedipina se eleven a casi el doble, pero esta interacción fue descubierta con el análogo felodipina.
El metabolismo de fármacos como este varía de una población a otra. Por lo que numerosos estudios realizados con nifedipina en japoneses, chinos, indios, holandeses, alemanes, ingleses y mexicanos llevó a extender las experiencias observadas con el CYP2D6 al CYP3A4, que resultó ser un citocromo muy particular. De hecho el CYP3A4 metaboliza más de la mitad de los fármacos. Actualmente en lugar de nifedipina se prefiere utilizar al midazolam como fármaco sonda, es decir como modelo para el estudio del CYP3A4.